# Richard Purdy
Pour les articles homonymes, voir Purdy.
Richard Purdy, né en 1953 à Ottawa, est un artiste canadien.

## Biographie
Diplômé de la Nova Scotia College of Art and Design à Halifax en Nouvelle-Écosse et de la Villa Schifanoia Badia Fiesolana à Florence en Italie, il reçoit un doctorat de l'Université du Québec à Montréal en 2001. Actif en tant qu'artiste depuis 1975, il est exposé, dans plusieurs pays un peu partout dans le monde, soit individuellement, soit au sein d'expositions collectives. En 1991, en compagnie de François Hébert, il fonde Les industries perdues qui réalise un grand nombre d'œuvres d'art public, notamment à Montréal.
Par son travail, surtout dans le domaine de l'installation, Richard Purdy aime remettre en question les codes établis de la perception en créant du matériel fictif, comme des faux artéfacts ou de fausses découvertes culturelles. Par le fait même, tant à travers des œuvres individuelles ou par des installations, il confronte le spectateur et l'amène à s'interroger sur ce qu'il apprécie véritablement dans l'art et la culture, surtout devant des propositions qui se situent à la limite du vrai et du faux. Ses œuvres font partie de multiples collections dont au Musée national des beaux-arts du Québec.
Richard Purdy est retraité du Département des Arts de l'Université du Québec à Trois-Rivières  en 2012. Il est actuellement  artiste représentée par la galerie Roger Bellemare, galerie Christian Lambert à Montréal.

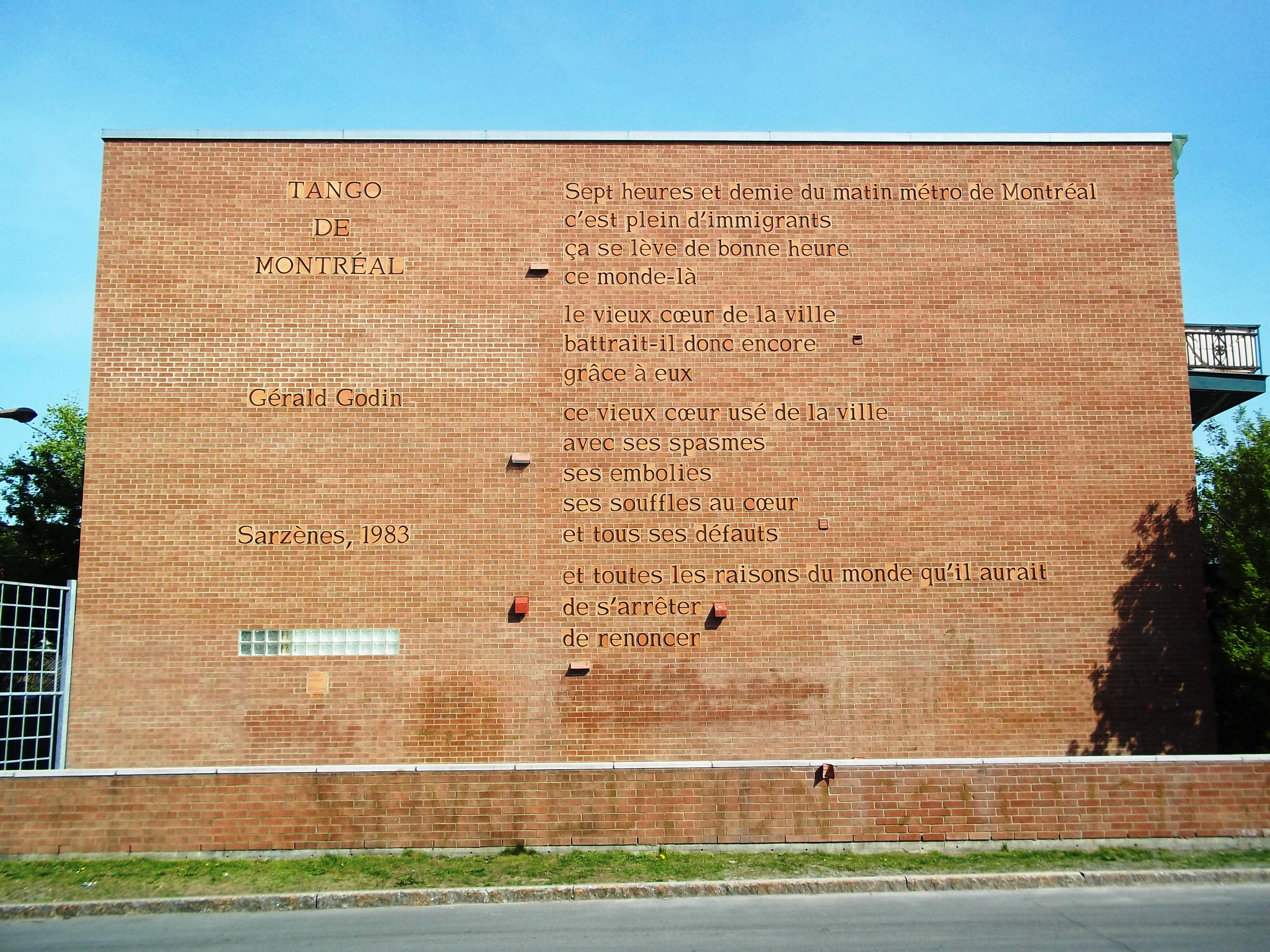
Murale Tango de Montréal

## Œuvres principales
- Corpus Cristi, 1980, installation, Musée d'art contemporain de Montréal.
- The Poisoning of Reality, 1980, installation, Centre Segal des arts de la scène.
- The History of Culture X, 1987, installation.
- The Inversion of the World, 1988, installation.
- Progeria Longævus, 1988, parchemin de 365 pieds de long.
- Travels through the Four Seasons of a Millennial Man, 1991, Hôpital de Lachine.
- Music of the Spheres, 1991, Centre hospitalier de Saint-Eustache.
- C’est sur le sol qu'on prend appui pour s'envoler, 1991, Métro McGill, Montréal.
- Intermezzo, 1992, Centre Pierre-Péladeau.
- The Garden of the Hesperides, 1993, Université de Montréal, Montréal[2].
- Experiences of Travel, 1993, Télé-Québec.
- Abcdefghijklmnopqrstuvwxy..., 1994, Collège Ahuntsic, Montréal.
- Unrestored, 1995, installation, Centre culturel canadien de Paris[3].
- De Opificio Mundi, 1995, Place des arts, Montréal.
- The Great Studio of the World: De Opificio Mundi, 1995, École secondaire Bois-des-Filions
- Deus Ex Machina, 1995, Usine C, Montréal.
- La Vivrière, 1995, Place de la FAO, Québec.
- Le point de vue envolé, 1996, L'école de l'amitié, Le Gardeur.
- Areoarchaeology, Archaeology on the Planet Mars, 1997, Koffler Gallery, Toronto.
- The Vertical Horizon, 1997, Théâtre du Nouveau Monde, Montréal.
- Horizontverchmelzung, 1999, installation, Université de Sherbrooke.
- Crossing Dangerous Streets, 1999, installation, Maison Hamel-Bruneau, Québec.
- Tango de Montréal, 1999, Place Gérald-Godin, Montréal.
- The State of Time, 2000, installation, Musée de la civilisation de Québec.
- Artériel, 2005, installation, Lausanne.
- Late Ba Pe: Perambulations in Reverse Archaeology, 2005, installation, Musée national des beaux-arts du Québec.
- « Purely », 2005, INRS, Québec.
- Vastu Purusha, The Corporal Mandala, 2007, installation.
- Février 2009 :  Exposition «I comme...Icare», Saint-Denis de La Réunion (commissariat général Laurent Segelstein, assistant Louis Pavageau aka Ligne Rouge)[4]
- L'écho-l'eau, 2010 et 2011, installation, Cité de l'énergie, Shawinigan[5].
- trOmbe, 2011, installation, Biodôme de Montréal.